# Guerras de la Ostra
Las Guerras de la Ostra fueron una serie de disputas, a veces violentas, entre los piratas de ostras y las autoridades y los barqueros legítimos de Maryland y Virginia (Estados Unidos) en las aguas de la bahía de Chesapeake y el río Potomac desde 1865 hasta 1959 aproximadamente.

## Antecedentes
En 1830, la Asamblea General de Maryland aprobó una ley que autorizaba únicamente a los residentes del estado a recolectar ostras en sus aguas. Maryland prohibió el dragado, mientras que Virginia siguió permitiéndolo hasta 1879. En 1865, la Asamblea General de Maryland aprobó una ley que exigía permisos anuales para la recolección de ostras, lo que se ha descrito como el inicio de las Guerras de la Ostra.

## Conflictos
Tras la Guerra de Secesión, la industria ostrícola se disparó. En la década de 1880, la bahía de Chesapeake era la fuente de casi la mitad del suministro mundial de ostras. Los pescadores de Nueva Inglaterra invadieron la bahía una vez agotados los criaderos locales de ostras, lo que provocó violentos enfrentamientos con los pescadores locales de Maryland y Virginia. También se enfrentaron barqueros de distintos condados.

## Medidas gubernamentales

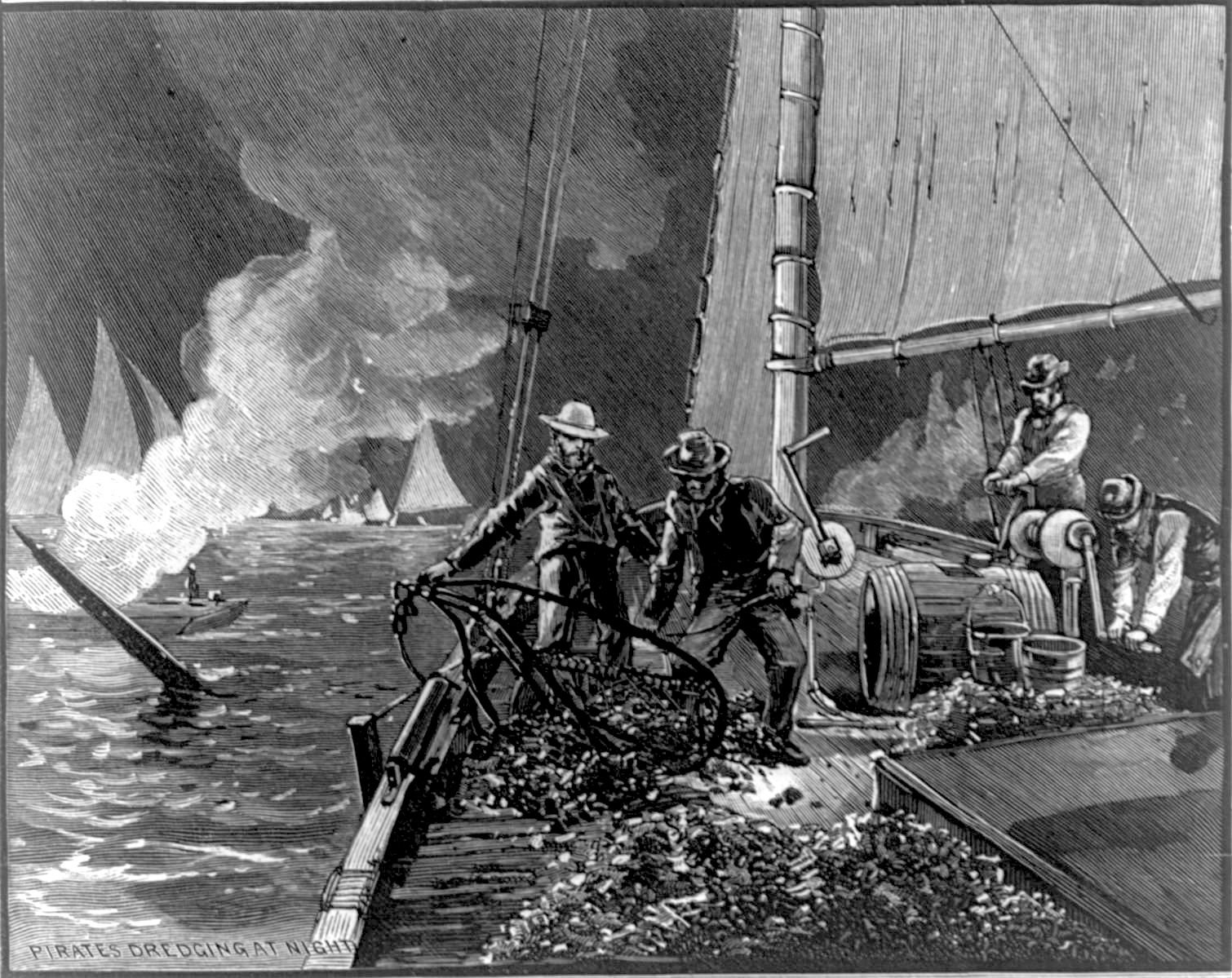
Piratas de ostras en 1884. Parte de la notación de la Biblioteca del Congreso es "Barcos Julia Hamilton", aunque en el dibujo aparecen dragas nocturnas "piratas".

### Maryland
En 1868, Maryland fundó la Policía de Ostras de Maryland (Maryland Oyster Police Force), apodada como la Marina de la Ostra (Oyster Navy), que fue la predecesora de la moderna Policía de Recursos Naturales de Maryland (Maryland Natural Resources Police). Estaba dirigida por Hunter Davidson, graduado de la Academia Naval, y se encargaba de hacer cumplir las leyes estatales sobre la recolección de ostras, pero era una unidad inadecuada para competir con los barqueros fuertemente armados.

### Virginia
Virginia hizo sus propios intentos de luchar contra la ostricultura ilegal. En la década de 1870, Virginia impuso tasas por licencias, límites estacionales y otras medidas para evitar la sobreexplotación y preservar la población de ostras. Sin embargo, la capacidad de ejecución de la mancomunidad era limitada, sobre todo después de vender en subasta su flota de tres buques de policía marítima. Después de que estallara la violencia entre los ostricultores (pequeñas embarcaciones que utilizaban pinzas manuales para recoger ostras) y los pescadores de ostras más adinerados, Virginia prohibió el dragado de ostras en 1879.
Cuando los dragueros armados y organizados, muchos procedentes de Maryland, violaron la prohibición, el gobernador de Virginia, William E. Cameron, encontró una oportunidad de aumentar su popularidad enfrentándose a los piratas. Cameron dirigió personalmente una expedición contra los dragueros ilegales. El 17 de febrero de 1882, las tropas de Cameron, formadas por el remolcador Victoria J. Peed y el carguero Louisa, se enfrentaron a los piratas en la desembocadura del río Rappahannock. La redada del gobernador concluyó con la condena de 41 dragueros y el decomiso de siete embarcaciones. La redada representó el punto álgido del mandato del gobernador.
Cuando la popularidad de Cameron se hundió y las dragas volvieron a la bahía, el gobernador emprendió una segunda expedición. Cameron volvió a utilizar el Peed, pero el barco de vapor Pamlico se convirtió en su buque insignia. La segunda expedición de Cameron no tuvo mucho éxito. Los dragueros capturados fueron absueltos o escaparon a la acusación ante los tribunales. La prensa de la oposición también se burló del gobernador por no haber capturado al Dancing Molly, un balandro dirigido por tres mujeres que consiguió dejar atrás a los barcos del gobernador. La Academia de Música de Norfolk ridiculizó la expedición del gobernador en una ópera cómica de abril de 1883, Driven from the Seas: or, The Pirate Dredger's Doom. En 1884, Cameron creó la Junta de Chesapeake y sus afluentes (Board on the Chesapeake and its Tributaries), que permitió mejorar el cumplimiento de la ley y la gestión pesquera.
En 1959, el Comisario de Pesca del río Potomac, H. C. Byrd, ordenó el desarme de la policía pesquera después de que un agente matara a un barquero de Virginia que estaba dragando ilegalmente. Se atribuyó a esta medida el fin de los conflictos violentos.